# Jacob Clear
Jacob Clear (n. 18 ianuarie 1985, Sydney, Noul Wales de Sud, Australia) este un caiacist ce a reprezentat Australia, medaliat olimpic. A participat la 3 ediții ale Jocurilor Olimpice (2008, 2012, 2016) în care a câștigat o medalie de aur.